# Карро-Эст, Борис Фёдорович
Борис Фёдорович Карро-Эст (1912—2001) — советский ученый.

## Биография
Родился 16 (29 ноября) 1912 года в Санкт-Петербурге.
После окончания ЛИИС имени В. Д. Бонч-Бруевича в 1940 году пришел на Ленинградский завод имени Н. Г. Козицкого. В июле 1941 году вместе с заводом Б. Ф. Карро-Эст эвакуировался в Омск, где работал инженером, а чуть позже — старшим инженером по разработке специальной радиоаппаратуры. В 1951 году Борис Федорович стал заместителем главного конструктора завода, а в 1956 году — главным инженером Омского приборостроительного завода имени Н. Г. Козицкого. Еще через три года, в 1959 году, Б. Ф. Карро-Эст был назначен заместителем директора по научной работе-главным инженером, а в 1960 году — директором Омского научно-исследовательского института приборостроения. Руководил предприятием Борис Федорович вплоть до выхода на заслуженный отдых в 1974 году.
Возглавляя институт в течение 13 лет, Б. Ф. Карро-Эст сформировал научный коллектив, ядро которого составили ведущие специалисты СКБ завода имени Н. Г. Козицкого.
В 1960-х годах творческий коллектив института успешно участвовал в разработке магистрального радиоприемного устройства «Брусника» для оснащения войсковых частей и для нужд народного хозяйства страны. Первыми целиком самостоятельными разработками института были РПУ «Брусника-П» и «Перламутр». В середине 1960-х годов по заказу ВМФ был создан комплекс «Базальт». РПУ «Арена» и ряд его модификаций, разработанные также в этот период, предназначалось для КВ радиолиний МС СССР и обеспечивало беспоисковый приём всех видов передач, предусмотренных МККР.
В это же время был проведен ряд научно-исследовательских работ, направленных на повышение помехоустойчивости и фазовой стабильности аппаратуры. Исследовались новые виды модуляции и способы обработки сигналов, что впоследствии легло в основу ОКР, направленных на создание новой техники.
Молодые специалисты из Томска, Таганрога, Рязани прошли хорошую школу под руководством опытных наставников и впоследствии стали ведущими специалистами института.
Умер 1 июля 2001 года в Омске. Похоронен на Ново-Южном кладбище

## Награды и премии
- Сталинская премия третьей степени (1949) — за разработку конструкции радиостанции
- орден Трудового Красного Знамени (1966)
- орден Октябрьской революции (1971)
- медали